# Såtsanjaure
Såtsanjaure är en sjö i Kiruna kommun i Lappland och ingår i Torneälvens huvudavrinningsområde. Sjön har en area på 0,42 kvadratkilometer och ligger 734,1 meter över havet. Såtsanjaure ligger i Torne och Kalix älvsystem Natura 2000-område. Sjön avvattnas av vattendraget Årjapälsåtsanjåkkå.

## Delavrinningsområde
Såtsanjaure ingår i det delavrinningsområde (762645-169879) som SMHI kallar för Utloppet av Såtsanjaure. Medelhöjden är 782 meter över havet och ytan är 5,52 kvadratkilometer. Det finns inga avrinningsområden uppströms utan avrinningsområdet är högsta punkten. Årjapälsåtsanjåkkå som avvattnar avrinningsområdet har biflödesordning 4, vilket innebär att vattnet flödar genom totalt 4 vattendrag innan det når havet efter 490 kilometer. Avrinningsområdet består mestadels av kalfjäll (91 procent). Avrinningsområdet har 0,52 kvadratkilometer vattenytor vilket ger det en sjöprocent på 9,4 procent.